# Sue My Lawyer
Sue My Lawyer è un cortometraggio statunitense del 1938, diretto da Jules White, con Harry Langdon. 

## Trama
Harry desidererebbe fortemente diventare l'assistente del district attorney Hill, ma, a causa dei suoi modi impacciati, non viene esaudito.
Hill sta trattando un caso di omicidio, per il quale sono sospettati Anita Burton ed il suo fidanzato, ma non riesce a trovare le prove per incastrarli.
Harry, per un caso fortuito, diventa l'avvocato della coppia indagata, e, al processo, è talmente confusionario che invece di adoperarsi per la difesa dei suoi assistiti li fa condannare. A questo punto Hill, ammirato, gli chiede di diventare suo assistente. 